# 20 mai
ianuarie • februarie • martie  • aprilie  • mai  • iunie  • iulie  • august  • septembrie  • octombrie  • noiembrie  • decembrie
20 mai este a 140-a zi a calendarului gregorian și ziua a 141-a în anii bisecți. Mai sunt 225 de zile până la sfârșitul anului.

## Evenimente

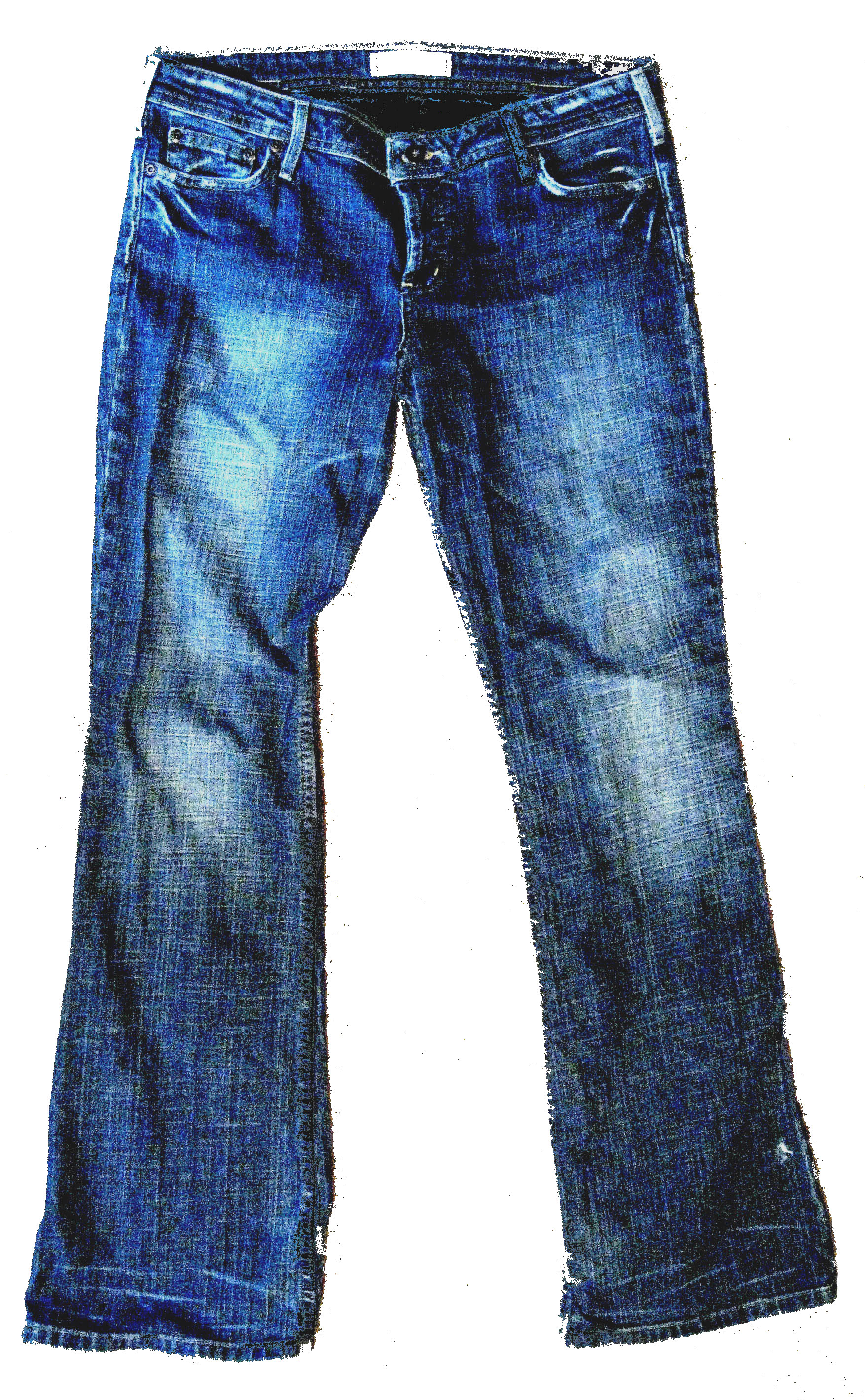
1873: Comerciantul și croitorul Jacob Davis au brevetat pantalonii confecționați din denim albastru cu ținte de cupru, așa-numiții blugi.

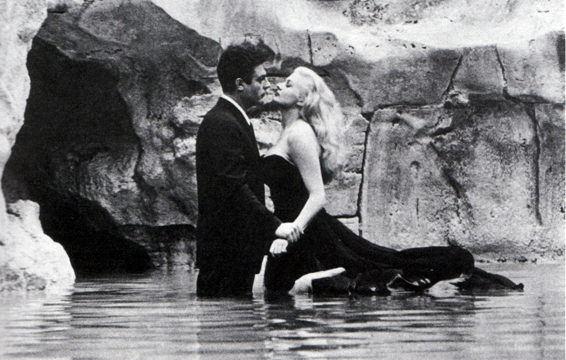
1960: Filmul La Dolce Vita regizat de Federico Fellini primește Palme d'Or la Festivalul Internațional de Film de la Cannes. Actrița Anita Ekberg este populară cu scena de film din Fântâna din Trevi.

- 0325: Se deschide oficial Primul conciliu de la Niceea, cu începerea primului Sinod ecumenic al Bisericii Creștine.[1]
- 1498: Exploratorul portughez Vasco da Gama descoperă drumul maritim către India când ajunge la Kozhikode (cunoscut anterior drept Calicut), India.[2]
- 1521: Are loc bătălia de la Pamplona în timpul războiului dintre Spania și Franța.
- 1570: Este publicat primul atlas, Theatrum Orbis Terrarum⁠(d); acesta conține 70 de hărți.
- 1595: Delegația munteană încheie la Alba Iulia tratatul de suzeranitate a principelui Transilvaniei Sigismund Bathory asupra Țării Românești.
- 1609: Sonetele lui Shakespeare sunt publicate pentru prima dată la Londra, poate în mod ilicit, de editorul Thomas Thorpe.[3]
- 1631: Orașul Magdeburg din Germania este ocupat de forțele Sfântului Imperiu Roman și majoritatea locuitorilor săi sunt masacrați, într-unul dintre cele mai sângeroase incidente ale Războiului de 30 de ani.
- 1645: Masacrul Yangzhou: Masacrul de zece zile a 800.000 de locuitori ai orașului Yangzhou, parte a tranziției de la dinastia Ming la dinastia Qing.[4]
- 1802: Prin Legea din 20 mai 1802, Napoleon Bonaparte restabilește sclavia în coloniile franceze, revocând abolirea acesteia la Revoluția franceză.
- 1865: A fost inaugurată, la București, prima expoziție națională de produse agricole și industriale românești, organizată din inițiativa lui Ion Ionescu de la Brad și a lui Petre S. Aurelian.
- 1873: Comerciantul de țesături Levi Strauss⁠(d) și croitorul Jacob Davis au brevetat pantalonii confecționați din denim albastru cu ținte de cupru, așa-numiții blugi.[5]
- 1875: A fost semnată, la Paris, "Convenția Metrului", tratat prin care s-a promovat Sistemul Internațional de Unități de Măsură (tratat la care România va adera la 10/22 martie 1883).
- 1882: Se formează Tripla Alianță între Imperiul german, Austro-Ungaria și Regatul Italiei.
- 1883: Krakatau începe să erupă; vulcanul va exploda trei luni mai târziu, omorând peste 36.000 de oameni.
- 1902: Cuba își câștigă independența față de Statele Unite. Tomás Estrada Palma devine primul președinte al țării.
- 1940: Holocaust: Primii prizonieri sosesc în noul lagăr de concentrare la Auschwitz.
- 1941: Al Doilea Război Mondial: Bătălia de la Creta: parașutiștii germani invadează Creta.
- 1948: Generalisimul Chiang Kai-shek câștigă alegerile prezidențiale din Republica Chineză din 1948 și depune jurământul ca prim președinte al Republicii Chineze la Nanjing.
- 1956: În cadrul Operațiunii Redwing, este aruncată prima bombă cu hidrogen aeropurtată din Statele Unite peste atolul Bikini din Oceanul Pacific.
- 1960: Filmul La Dolce Vita regizat de Federico Fellini primește Palme d'Or la Festivalul Internațional de Film de la Cannes. Actrița Anita Ekberg este populară cu scena de film din Fântâna din Trevi.
- 1964: Descoperirea radiației cosmice de fond cu microunde de către Robert Woodrow Wilson și Arno Penzias.
- 1983: Primele publicații ale descoperirii virusului HIV care provoacă SIDA apar în revista Science de către o echipă de oameni de știință francezi, inclusiv Françoise Barré-Sinoussi, Jean-Claude Chermann⁠(d) și Luc Montagnier.[6]
- 1989: Protestele din Piața Tiananmen: Autoritățile chineze declară legea marțială în fața demonstrațiilor pro-democrație.
- 1990: Primele alegeri libere în România de după cel de-Al Doilea Război Mondial, încheiate cu victoria foștilor comuniști (FSN) și alegerea lui Ion Iliescu în funcția de președinte al României.
- 2002: Independența Timorului de Est este recunoscută de Portugalia, punând capăt oficial a 23 de ani de stăpânire indoneziană și trei ani de administrație provizorie a ONU (Portugalia însăși este fostul colonizator al Timorului de Est până în 1976).
- 2006: La cea de-a 58-a ediție a Festivalului Internațional de Film de la Cannes, filmul lui Cristi Puiu, „Moartea domnului Lăzărescu" a obținut premiul „Un Certain Regard".
- 2019: Sistemul internațional de unități (SI): Unitățile de bază sunt redefinite, devenind învechitul prototip internațional al kilogramului.[7]

## Nașteri
- 1315: Bonna de Boemia, ducesă consort de Normandia (d. 1349)
- 1799: Honoré de Balzac, scriitor francez (d. 1850)
- 1806: John Stuart Mill, filosof englez (d. 1873)
- 1826: Félix Auguste Clément, pictor francez (d. 1888)

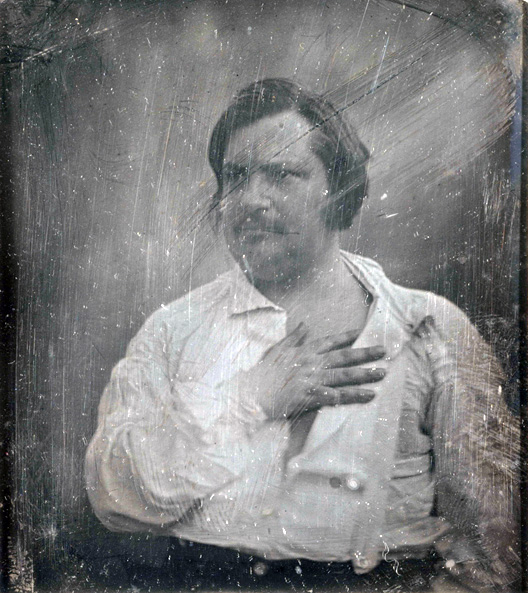
Honoré de Balzac, scriitor francez
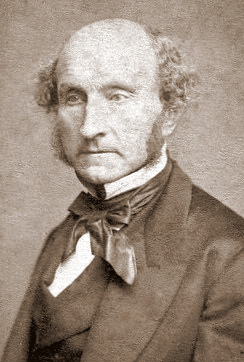
John Stuart Mill, filosof englez
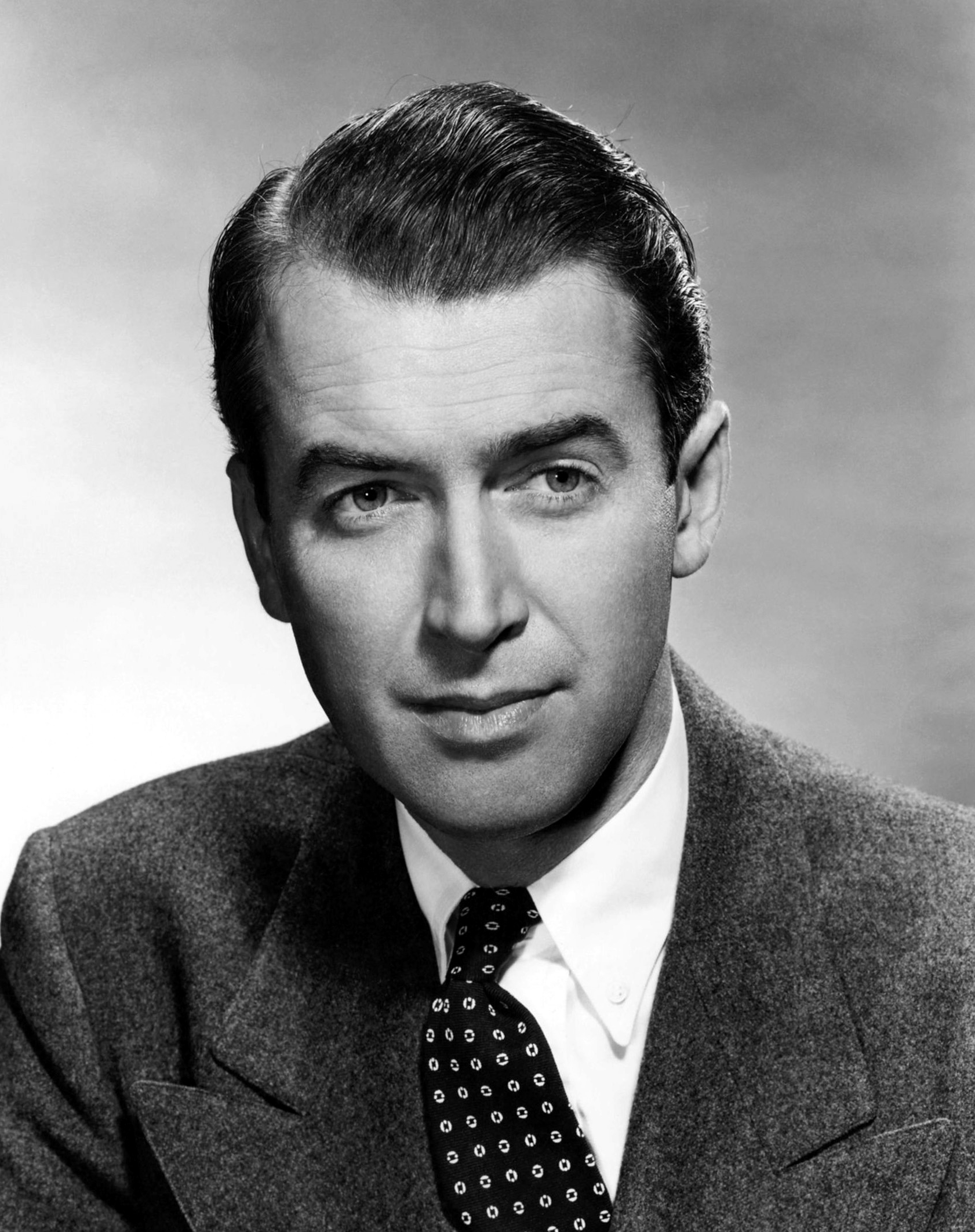
James Stewart, actor american

- 1830: Hector Malot, scriitor francez (d. 1907)
- 1851: Emile Berliner, inventator germano-american, inventatorul gramofonului (d. 1929)
- 1856: Henri-Edmond Cross, pictor francez (d. 1910)
- 1860: Eduard Buchner, chimist german, laureat al Premiului Nobel (d. 1917)
- 1882: Sigrid Undset, scriitoare norvegiană, laureată a Premiului Nobel (d. 1949)
- 1907: Niki Atanasiu, actor român (d. 1967)
- 1908: James Stewart, actor american  (d. 1997)
- 1914: Corneliu Coposu, politician român (d. 1995)
- 1921: Wolfgang Borchert, scriitor german (d. 1947)

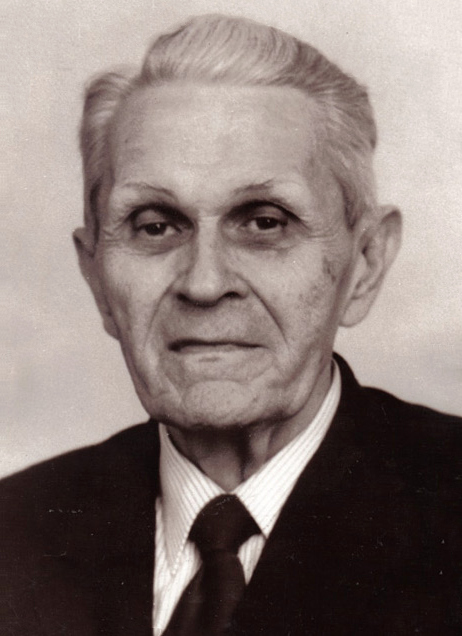
Corneliu Coposu, politician român
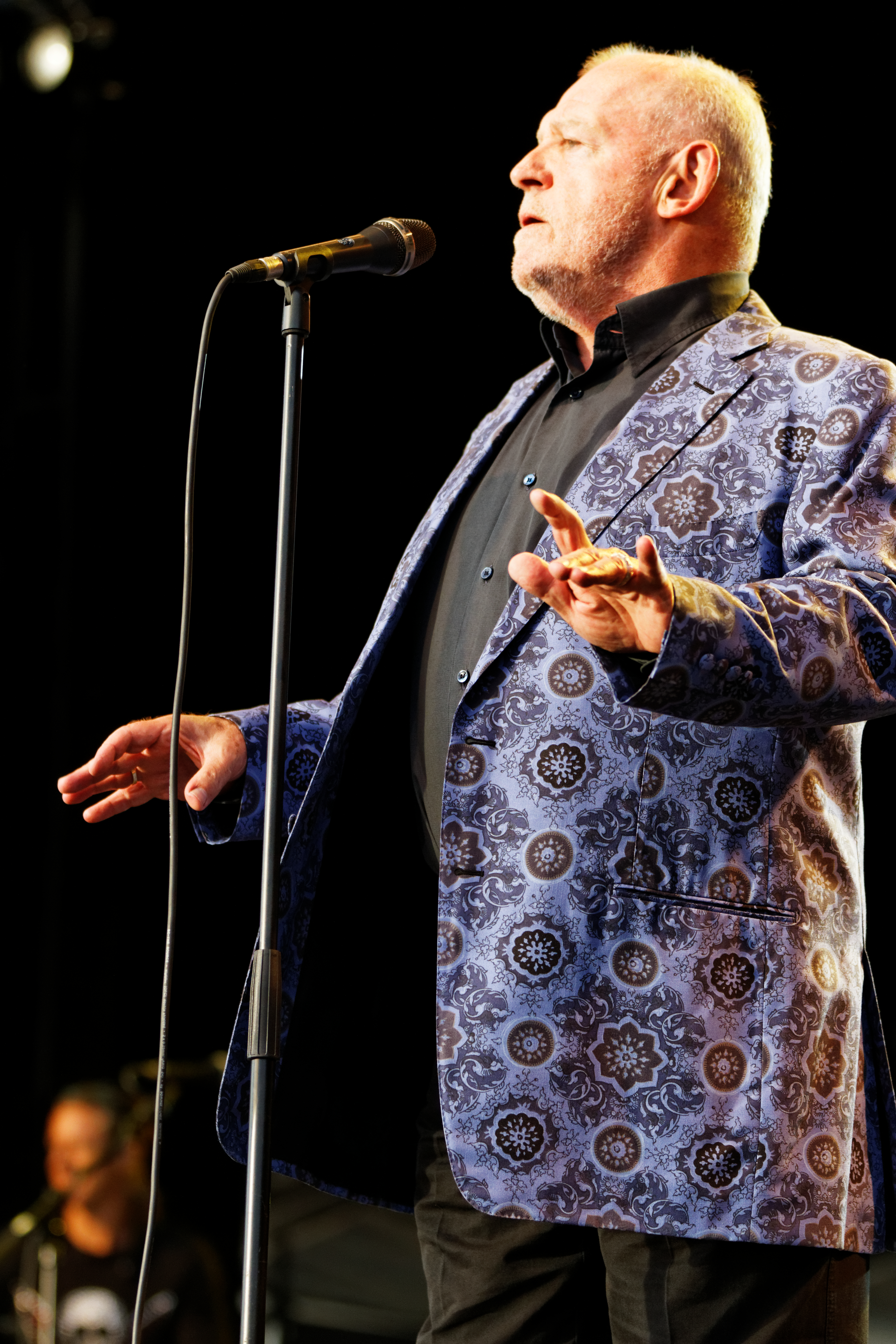
Joe Cocker, muzician britanic
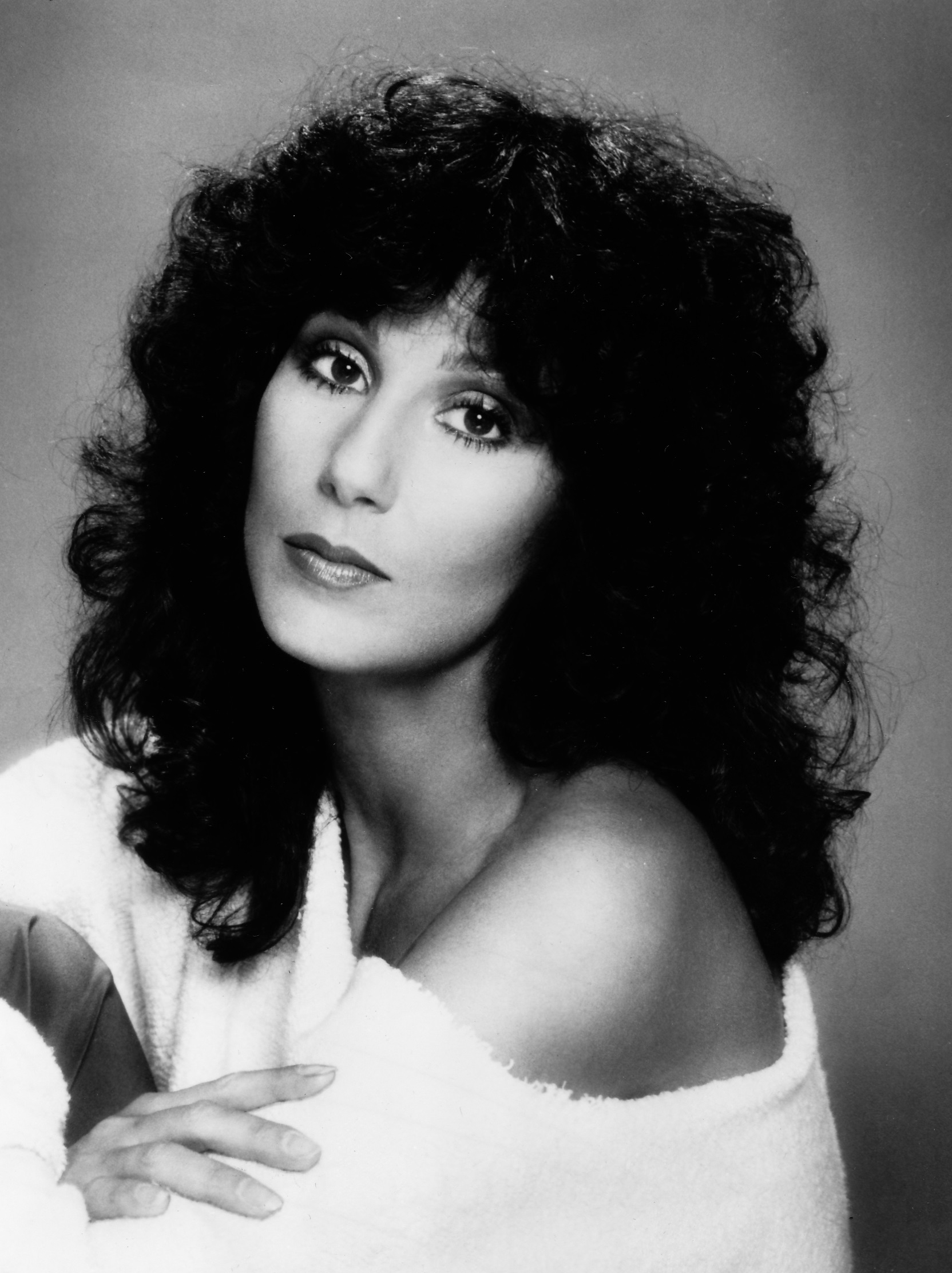
Cher, cântăreață americană

- 1924: Henry Valen, politolog norvegian (d. 2007)
- 1935: José Mujica, politician uruguaian, al 40-lea președinte al Uruguay
- 1944: Joe Cocker, muzician britanic (d. 2014)
- 1945: Mircea Drăgan, compozitor, instrumentist și orchestrator român
- 1946: Cher, cântăreață americană
- 1957: Yoshihiko Noda, politician japonez, prim-ministru al Japoniei
- 1964: Miodrag Belodedici, fotbalist român de etnie sârbă
- 1978: Dan Sociu, poet român
- 1981: Iker Casillas, fotbalist spaniol
- 1982: Petr Čech, fotbalist ceh

## Decese
- 1277: Papa Ioan al XXI-lea (n. 1215)
- 1506: Cristofor Columb, explorator italian (n. 1451)
- 1622: Osman al II-lea, sultan otoman (n. 1604)
- 1648: Vladislav al IV-lea Vasa al Poloniei (n. 1595)
- 1834: Gilbert du Motier de La Fayette, aristocrat și ofițer francez (n. 1757)
- 1837: Prințul Frederic de Hesse, membru al Casei de Hesse-Kassel (n. 1747)
- 1875: Amalia de Oldenburg, soția regelui Otto al Greciei (n. 1818)
- 1884: Prințul Leopold de Saxa-Coburg-Kohary, prinț german din Casa de Saxa-Coburg-Gotha (n. 1824)

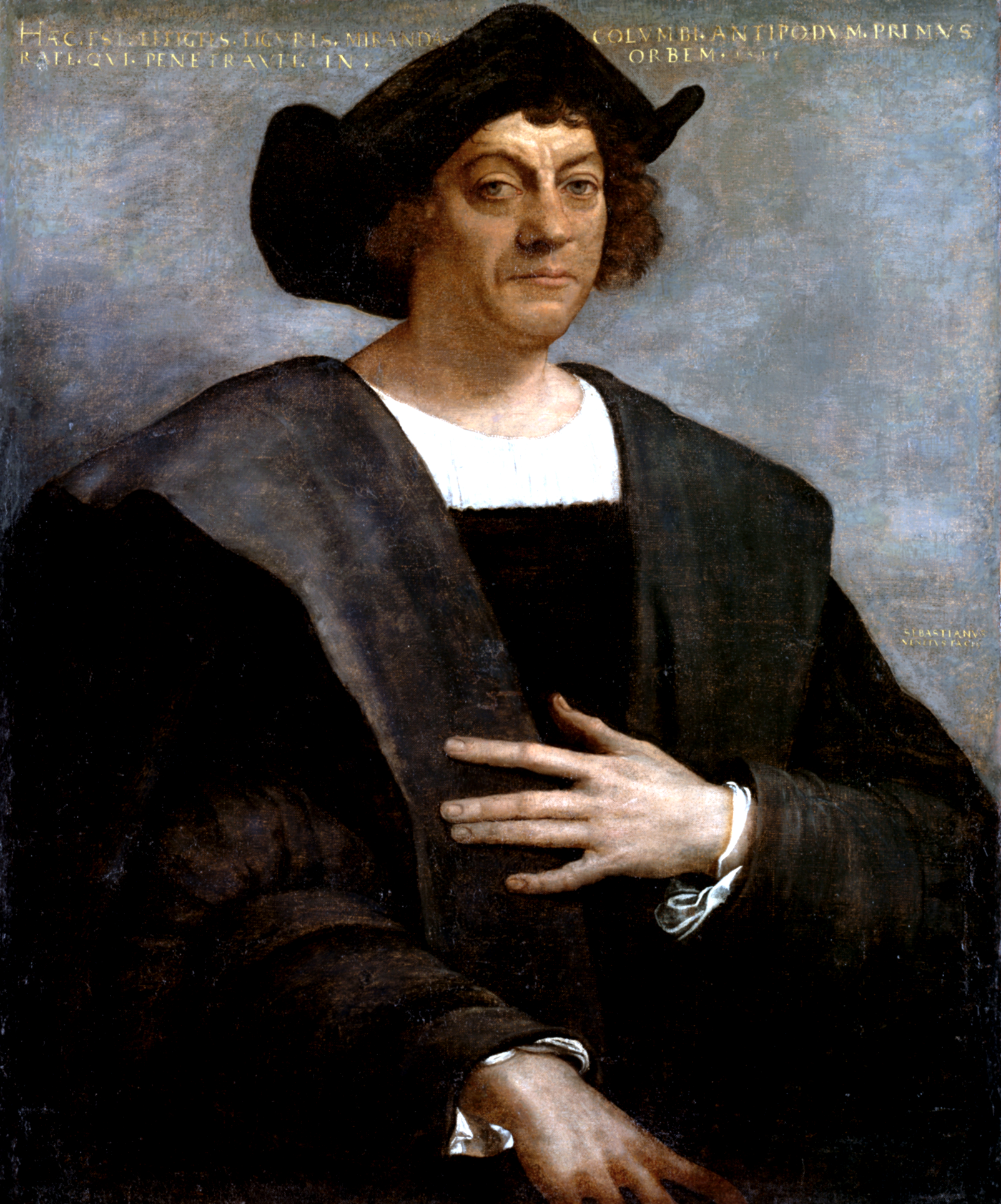
Cristofor Columb, explorator italian
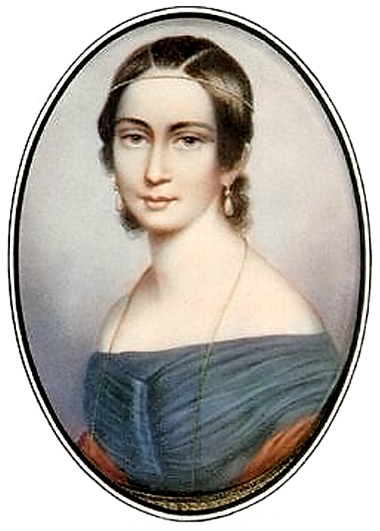
Clara Schumann, pianistă și compozitoare germană
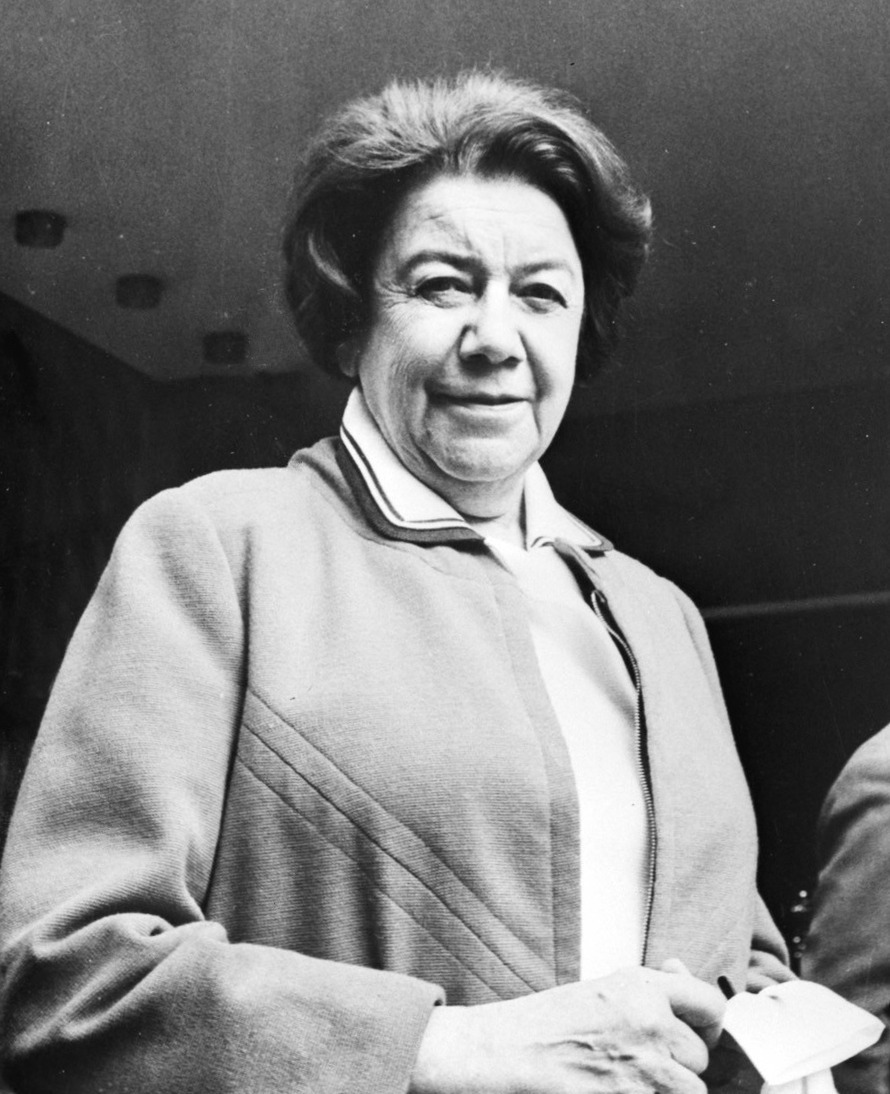
Ana Aslan, medic român

- 1896: Clara Schumann, pianistă și compozitoare germană (n. 1819)
- 1920: Emil Ábrányi, poet, jurnalist, traducător și politician maghiar (n. 1850)
- 1940: Verner von Heidenstam, poet și prozator suedez, laureat al Premiului Nobel (n. 1859)
- 1947: Philipp Lenard, fizician german, laureat al Premiului Nobel (n. 1862)
- 1974: Jean Daniélou, teolog iezuit, istoric și cardinal francez (n. 1905)
- 1988: Ana Aslan, medic român (n. 1897)
- 1989: John Hicks, economist englez, laureat Nobel (n. 1904)
- 2002: Stephen Jay Gould, paleontolog, biolog evoluționist și istoric al științei american (n. 1941)
- 2005: Paul Ricoeur, filosof francez (n. 1913)
- 2009: Oleg Ivanovici Iankovski, actor rus de teatru și film (n. 1944)
- 2009: Pierre Gamarra, scriitor francez (n. 1919)
- 2010: Vasile Vîșcu, vicepremier al RSS Moldovenești și deținut politic (n. 1940)
- 2013: Gheorghe Buzatu, senator PRM și istoric român (n. 1939)
- 2013: Ray Manzarek, muzician american, co-fondator al trupei The Doors (n. 1939)
- 2017: Dan Găureanu, scrimer român (n. 1967)
- 2019: Niki Lauda, pilot austriac de Formula 1 (n. 1949)
- 2019: Remus Opriș, deputat român PNTCD (n. 1958)
- 2020: Pimen Zainea, cleric ortodox român (n. 1929)
- 2021: Ion Dichiseanu, actor român de teatru și film (n. 1933)
- 2022: Aurel Romila, medic psihiatru român (n. 1934)

## Sărbători
- Ziua internațională a metrologiei
- Ziua națională a statului Camerun
- Ziua mondială a albinelor⁠(en)[traduceți]

### În calenddarul creștin-ortodox
- Sf. mucenic Talaleu; Cuv. Talasie; Cuv. Marcu Pustnicul

### În calendarul greco-catolic
- Sf. Talaleu, martir; Sf. Bernardin din Siena

### În calendarul romano-catolic
- Sf. Bernardin din Siena